# 日本貧窮問題

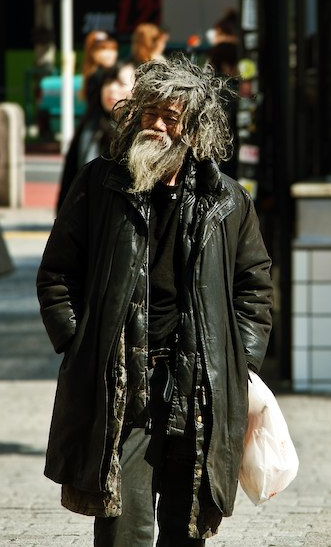
新宿街頭的一個流浪漢

日本，儘管是世界第三大經濟體，但日本的貧困問題日益嚴重。由於其作為發達國家的聲譽，日本很難找到貧困人口數字，人們普遍認為貧困程度相對較低。然而，一些媒體報導對比了這一情況。

## 衡量日本的貧困狀況
在日本，相對貧困被定義為一個家庭的收入等於或低於縣家庭收入中位數的一半。根據經濟合作與發展組織（OECD）的數據，日本的家庭淨調整後可支配收入平均為23,458美元。 這個收入實際上高於經合組織成員國平均22,387美元。日本用於估算貧困的方法與英國使用的方法相同。日本厚生勞動省提出要求，在2012年國家預算中提出新的貧困指數。提出這一要求是為了使新的指數能夠包括影響貧困的重要因素，即健康，食物，衣服和生活條件。預計新指數將更好地洞察日本貧困人口的生活以及影響他們的因素。

## 報告和調查結果
與其他國家不同，儘管日本人口的很大一部分人口處於貧困之下，但人們只能看到一些貧困指標。

## 國內報導
2009年10月，日本厚生勞動省發布了一份報告稱，在2007年，差不多六分之一的日本人即2200萬人，生活在貧困中。這一情況令日本人民感到震驚和驚訝。2013年，日本政府記錄的相對貧困率為16％，其定義為生活在不到全國收入中位數一半的人口比例。這是有史以來最高的。
另一項研究顯示，在20-64歲年齡組的3名日本女性中有1名獨居和生活在貧困中。

## 國際調查
經濟合作與發展組織於2006年7月報告稱，日本的貧困率居高不下。 經合組織的另一份報告指出，在2000年代中期，日本在經合組織成員國中的貧困率屬第二差。經濟合作與發展組織於2011年4月將日本列入34個成員國中的第29位，列在貧困人口百分比中。 有15.7％的貧困人口，日本高於經合組織成員國中11個國家的平均百分比。 日本的15.7％高於資源較少且發展程度低於日本的國家，即斯洛伐克（6.5％），斯洛文尼亞（7.2％）和波蘭（10.1％），日本的貧困率正以驚人的1.3％的速度增長。 

## 日本的在職貧窮
與其他幾個現代國家不同，日本沒有正式的貧困線，因此難以準確了解那些陷入貧困狀況的人。相反，日本根據中等收入，經合組織指數和其他不同於縣的因素計算出的“最低生活標準”來衡量貧困。儘管如此，據估計，在2006年，當使用就業狀況調查進行個人衡量時，8.2％的正式員工做得不夠，不足以被視為工作窮人。已發現若干因素與工作窮人有關，包括單親家庭，公共援助系統的缺點，就業不穩定以及最低工資不足以支付最低生活標準。非正規社員往往是工作窮人的成員，往往是日本公司重組的結果。這些工人也往往無家可歸，居住在一般遠離公眾視線的區域，這些人以日薪過活生活不穩定。

## 埼玉餓死案
在2012年2月20日，埼玉縣一家三口由於飢餓導致死亡：一對老夫婦和他們39歲的兒子。因家庭無力支付房租，電力也被切斷了。由於無法支付加熱費，低溫也被懷疑是導致死亡的原因。

## 兒童貧窮問題
關於日本的貧困兒童，據估計，有350萬日本兒童 - 或17歲以下兒童中的六分之一 - 屬於相對貧困的家庭，經合組織將其定義為收入等於或低於民可支配收入中位數一半的家庭。然而，根據日本厚生勞動省的統計數據，截至2017年5月，16％的日本兒童生活在貧困線以下。根據2016年4月發布的聯合國兒童基金會報告，日本在41個工業化國家中排名第34位，日本在發達國家擁有最嚴重的財富不平等和兒童貧困率最高。據估計，350萬貧困兒童中只有20萬人獲得子女撫養費。

## 外部連結
- http://www.japantimes.co.jp/text/ed20090519a2.html （页面存档备份，存于）
- Yuki Sekine (2008). "The Rise of Poverty in Japan: The Emergence of the Working Poor" (PDF). The Japan Institute for Labour Policy and Training. Retrieved 22 November 2016.